# Mihajlo Lvovics Bojcsuk
Mihajlo Lvovics Bojcsuk, ukránul Миха́йло Льво́вич Бойчу́к (Romanyivka, 1882. október 30. – Kijev, 1937. július 13.) ukrán festő, a „kivégzett újjászületés” nemzedékének képviselője.

## Élete
Az akkor az Osztrák–Magyar Monarchiához tartozó, jelenleg Ukrajna Ternopili területén található Romanyivkán született. Festészetet tanult Julijan Panykevicsnél Lembergben, majd Krakkóban, ahol 1905-ben végzett a Szépművészeti Akadémián. 1899-ben hat hónapig a bécsi, 1904–1905-ben a müncheni szépművészeti akadémiákon is tanult. 1905-ben munkáit kiállították a lvivi Latour Galériában, 1907-ben pedig Münchenben.
Müncheni tanulmányait meg kellett szakítania, mert behívták katonai szolgálatra az osztrák hadseregbe; innen 1906–1907 telén tért haza. 1907 és 1910 között Párizsban élt, ahol 1909-ben saját műtermet-iskolát nyitott. Ebben az időszakban együtt dolgozott Félix Vallottonnal, Paul Sérusier-vel és Maurice Denisszel, akik hatással voltak rá. 1910-ben kiállítást rendezett a Salon des Indépendants-ban, ahol saját és tanítványai munkáit mutatta be. Azoknak az ukrán művészeknek a csoportját, akik nála tanultak és vele dolgoztak, bojcsukistáknak nevezték. 1910-ben Bojcsuk visszatért Lvivbe, ahol a Nemzeti Múzeum restaurátoraként dolgozott. 1911-ben az Orosz Birodalomba utazott, ahol az első világháború kitörését követően osztrák állampolgárként internálták. A háború után Bojcsuk Kijevben maradt.
1917-ben egyike volt az Ukrán Állami Művészeti Akadémia alapítóinak. Itt freskót és mozaikot tanított, és 1920-ban az intézmény rektora volt. 1925-ben egyik alapítója volt az Ukrajnai Forradalmi Művészet Egyesületnek. Eddig már számos monumentális művet készített; az általa megalapított monumentális festők iskolája haláláig fennállt. Az iskolához olyan neves festők tartoztak, mint testvére, Timofij Bojcsuk és Ivan Padalka.
A sztálini nagy tisztogatás során a Forradalmi Művészet Egyesületet feloszlatták. 1936. novemberben Bojcsukot letartóztatták azzal a váddal, hogy a Vatikán ügynöke. 1937. július 13-án kivégezték, ugyanazon a napon, mint két tanítványát, Ivan Padalkát és Vaszil  Szedljart. Feleségét, Szofija Nalepinszka-Bojcsukot, aki szintén festőművész volt, négy hónappal utána végezték ki.

## Művei
Az 1917-es októberi forradalom után Bojcsuk és egy csoport általa irányított diák készítette a freskókat a kijevi Opera- és Balettszínház (1919), a harkivi operaház (1921), a moszkvai Összoroszországi háziipari és mezőgazdasági kiállításon az Ukrán SZSZK pavilonja, valamint a kijevi Szövetkezeti Intézet (1923) számára. Alkotásaikat az ukrán hagyományok, a bizánci ikonfestészet és az olasz reneszánsz szintézise jellemezte. Utóbb a szocialista realizmus stílusában alkotott; ebben a kategóriában fő művei az odesszai Parasztszanatórium (1927–28) és a harkivi drámai színház (1933–35).
Bojcsuk kivégzése után több művét megsemmisítették, főleg freskókat és mozaikokat. A lvivi múzeumban található festményeit a második világháború után semmisítették meg. Néhány műve az Ukrán Nemzeti Szépművészeti Múzeumban található.

## Fordítás
- Ez a szócikk részben vagy egészben  a   Mykhailo Boychuk című angol Wikipédia-szócikk ezen változatának fordításán alapul.  Az eredeti cikk szerkesztőit annak laptörténete sorolja fel. Ez a jelzés csupán a megfogalmazás eredetét és a szerzői jogokat jelzi, nem szolgál a cikkben szereplő információk forrásmegjelöléseként.